# 北海道醫療大學車站
北海道醫療大學站（日语：／ Hokkaidō-Iryōdaigaku eki */?）是位於北海道石狩郡當別町字金澤，隸屬於北海道旅客鐵道（JR北海道）札沼線（學園都市線）的鐵路車站。車站編號為G14。電報略號為。

## 概要
本車站為北海道醫療大學當別校園最近的車站，是該校前身東日本學園大學為便利學生與教職員通勤而請求日本國鐵設的請願車站。同時是札沼線（學園都市線）中使用Kitaca最北的車站，以及此路線進行交流電氣化的終點站。在非電氣化區間廢線前，本車站以北的車站並沒有設置車站編號，列車數量亦大幅減少。而往新十津川方向的列車，由鄰近的當別站開始改為一人控制。
由2008年（平成20年）10月25日開始直至現在，本車站仍是日本可使用交通系智能卡的最北面鐵路車站，並將持續至2024年春天旭川站引入Kitaka為止。
2016年11月18日，JR北海道列出數條難以單獨維持營運的路線，札沼線的北海道醫療大學站至新十津川站路段被名列其中。在獲得沿線自治體同意後，JR北海道已向國土交通省申請廢止此路段，于2020年5月7日起停駛廢線，北海道醫療大學車站成為札沼線的終點站。

## 歷史
- 1981年（昭和56年）12月1日：日本國有鐵道（國鐵）札沼線大學前臨時乘降場開始營運。當時的大學名稱為東日本學園大學。開始處理旅客業務。
- 1982年（昭和57年）4月1日：升格為大學前站[2][3]。
- 1987年（昭和62年）4月1日：由於國鐵分割民營化，車站由JR北海道管理。
- 1991年（平成3年）3月16日：札沼線的暱稱設定為「學園都市線」[2][3]。
- 1995年（平成7年）3月16日：由於大學進行改名，改稱為北海道醫療大學站。同時設置折返用月台（現時的2號線）。
- 1996年（平成8年）3月16日：札沼線石狩當別站（现称當別站）至新十津川站的列車開始改為一人控制。
- 2000年（平成12年）：札沼線桑園車站至石狩月形車站引入自動進路制御裝置（PRC）。
- 2007年（平成19年）10月1日：設定車站編號（G14）[4]。
- 2008年（平成20年）10月25日：開始使用智能車票「Kitaca」[5]。
- 2012年（平成24年）6月1日：札沼線桑園站至本車站正式電氣化（交流電20,000V、50Hz）[6][7]。
- 2020年（令和2年）
  - 4月17日：受冠状病毒病疫情影响，新十津川站發車的最後班次開行之後，本站至新十津川站路段提前停駛[8]。
  - 5月7日：北海道醫療大學站至新十津川站路段廢線，本站成為札沼線的終點站[1]。

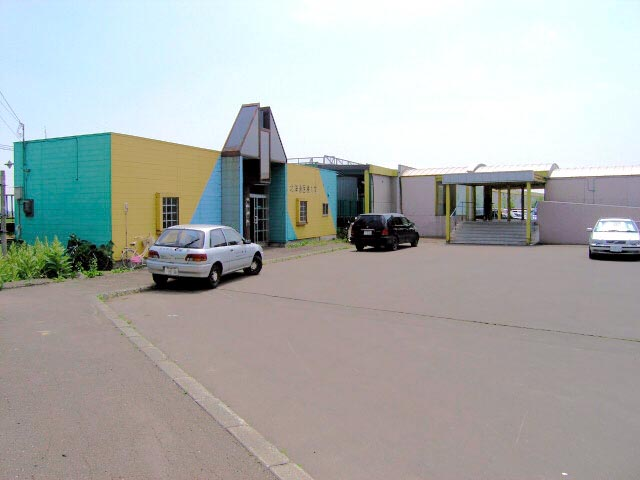
站房（現已移走） （2004年6月）

## 車站構造
現時為側式月台2面2線的地面車站，月台有效長度為6輛。其中2號月台為缺角式月台，主要作為終點站的軌道。在非電化區間廢線前，前往新十津川方向的列車均停靠1號月台，而大部份以本車站為終點站及折返的列車（由札幌出發）都會於2號月台進行，只有少部份因為需要進行交換列車而在1號月台進行。此外，本站也設置了日本首個利用遠紅外線溶雪的轉轍器。
此站為無人車站，沒有設置票務處，也沒有提供發行Kitaca的服務，但設置簡單的自動售票機及Kitaca閘機。過去曾設置站房但已被移走。在非電化區間廢線前，乘客不能使用Kitaca等智能車票，從本站乘搭往返浦臼或新十津川的列車，只能乘搭往返札幌或當別的列車。

### 月台設置
| 月台 | 路線                  | 方向 | 目的地                           |
| ---- | --------------------- | ---- | -------------------------------- |
| 1    | ■札沼線（學園都市線） | 上行 | 當別、愛之里公園、桑園、札幌方向 |
| 2    | ■札沼線（學園都市線） | 上行 | 當別、愛之里公園、桑園、札幌方向 |

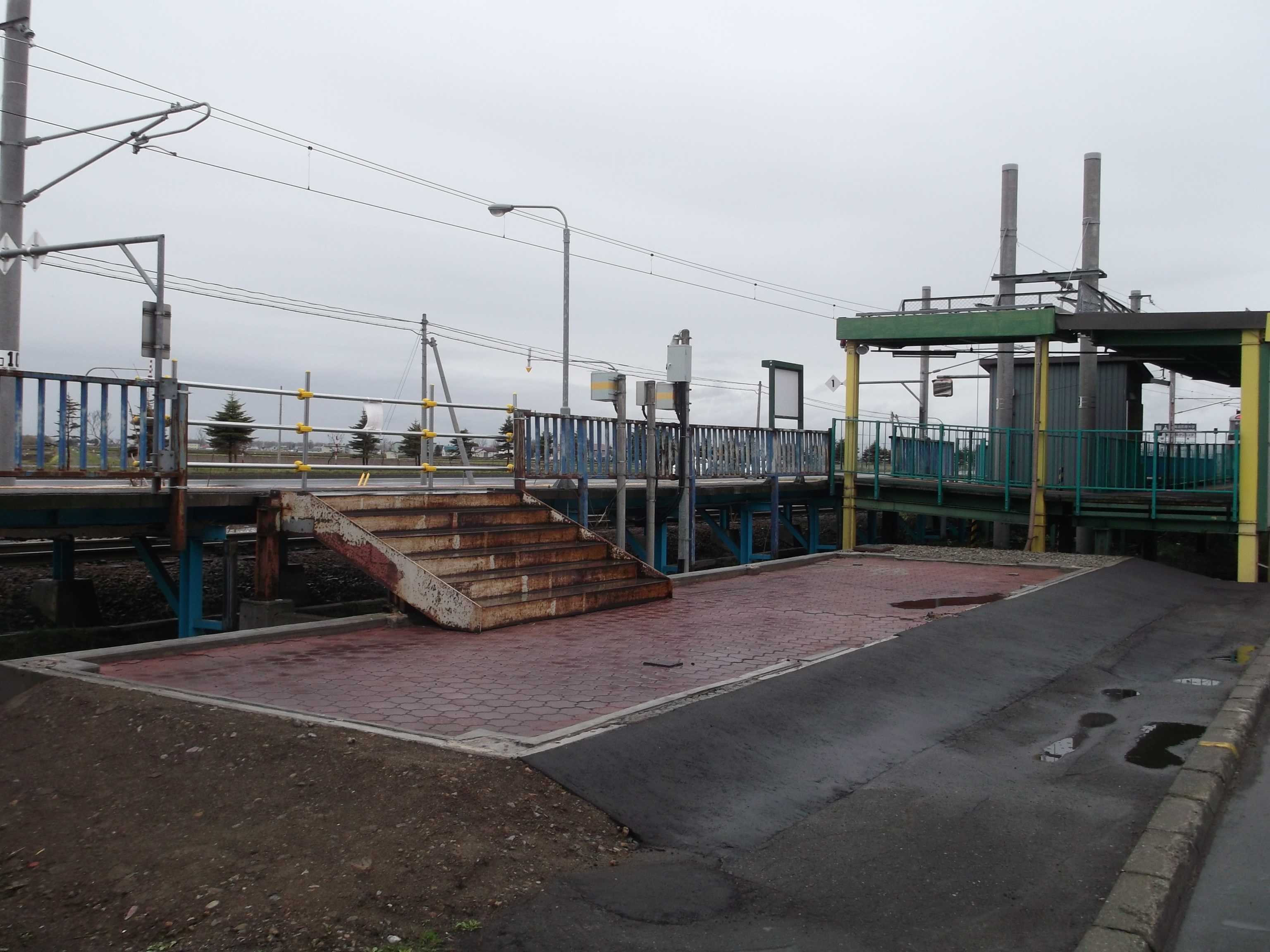
站房遺址 （2013年5月）
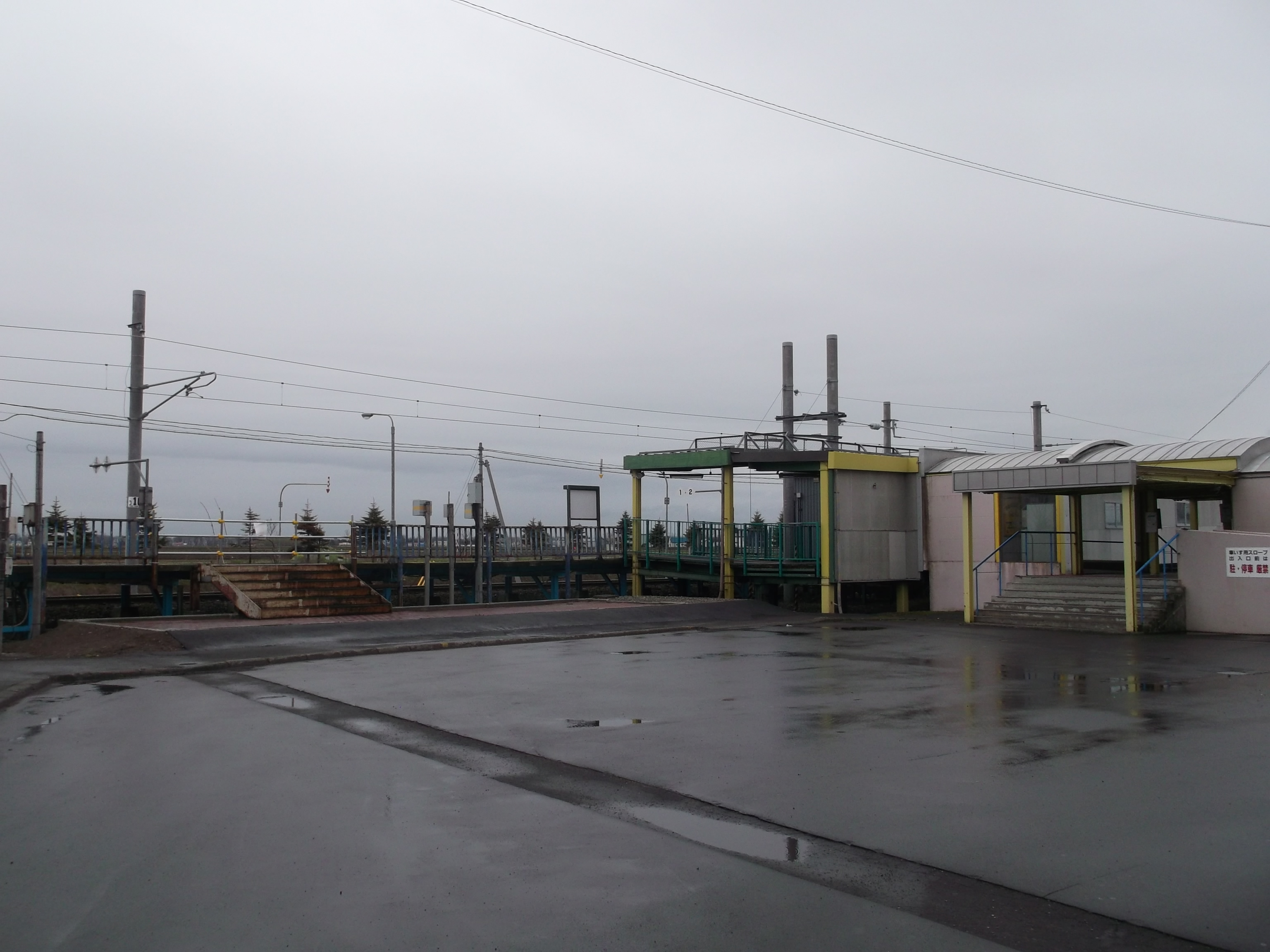
車站東側 （2013年5月）
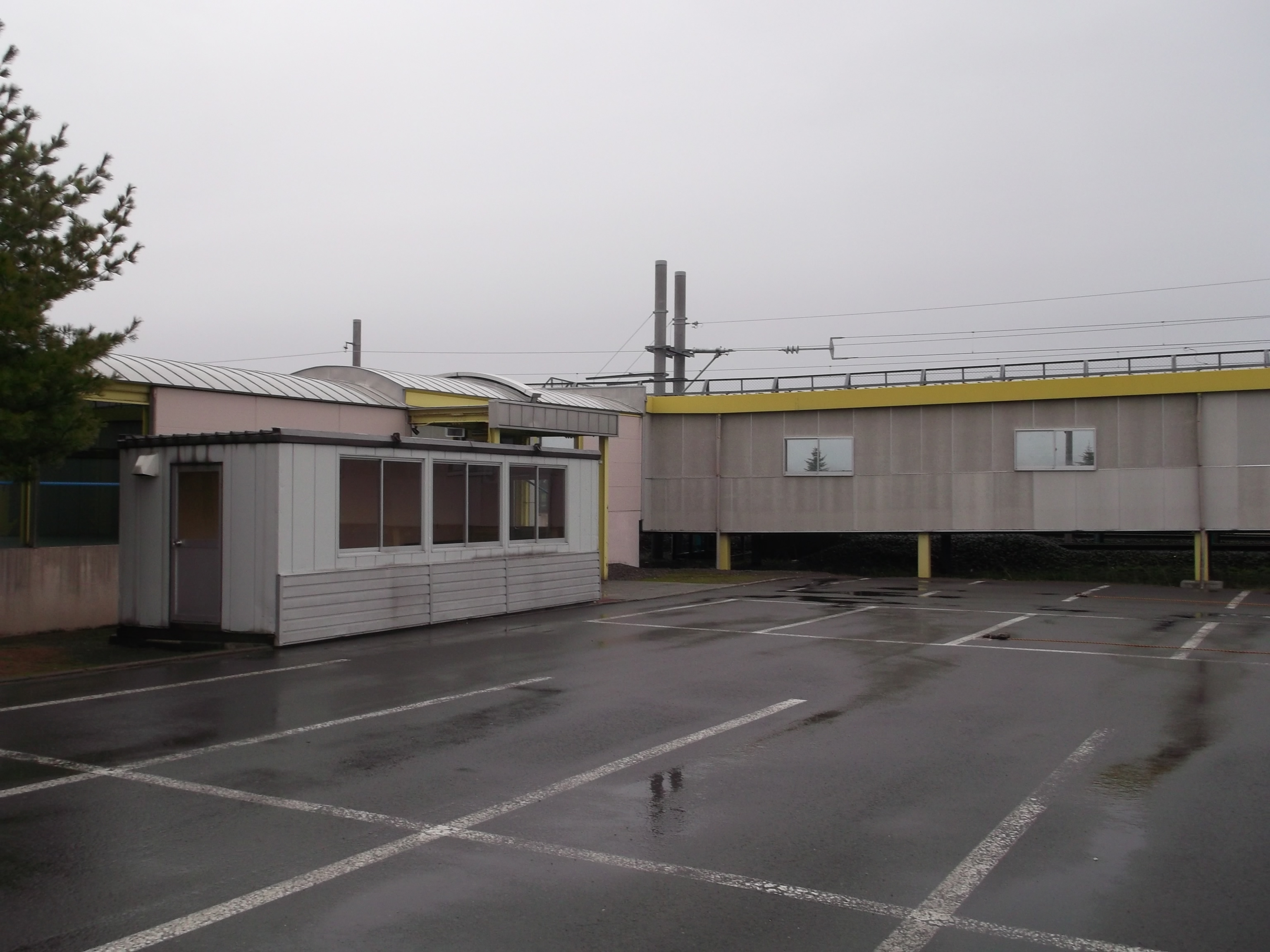
車站西側 （2013年5月）
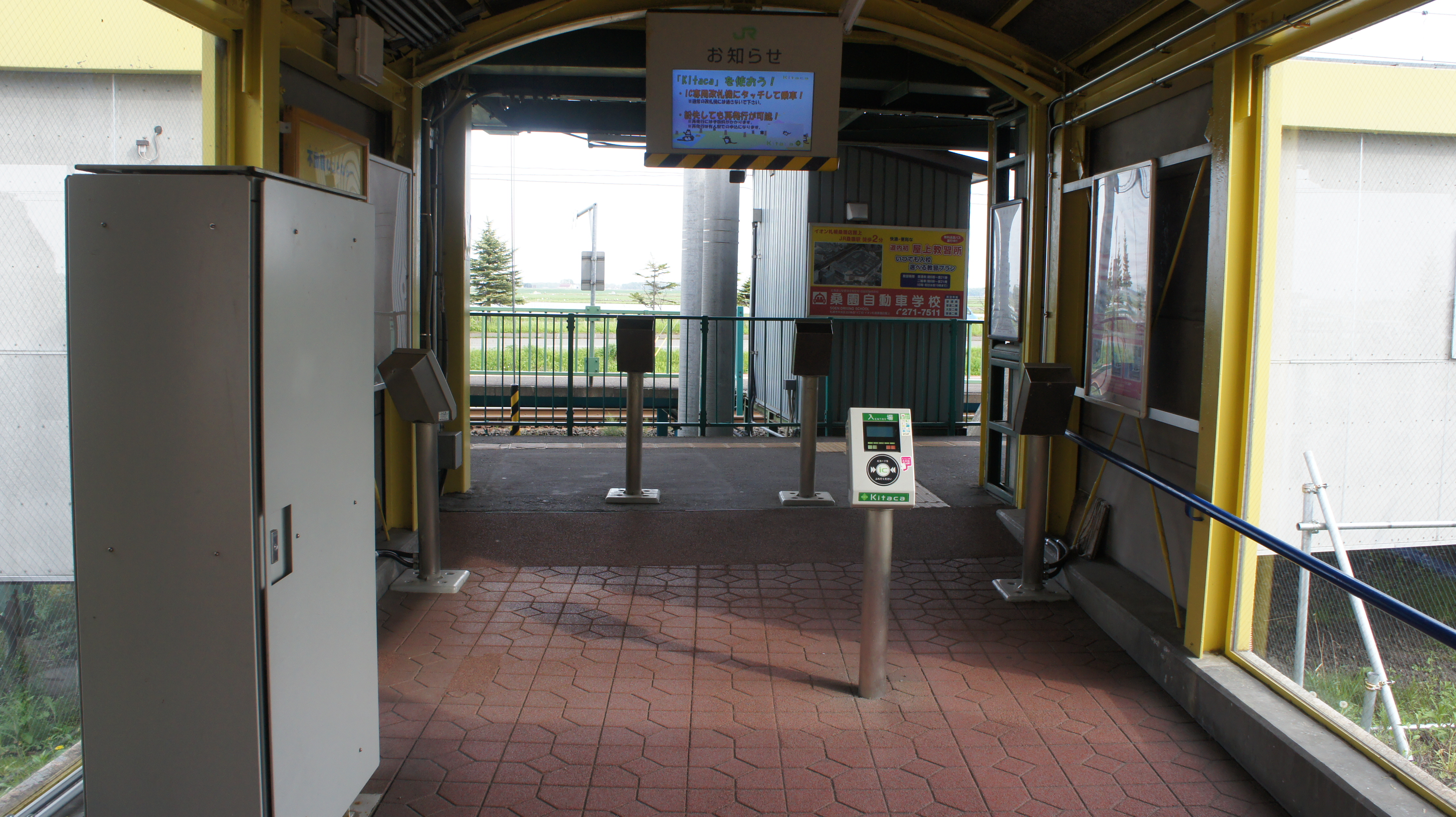
簡易Kitaca閘機（入閘用） （2017年5月）
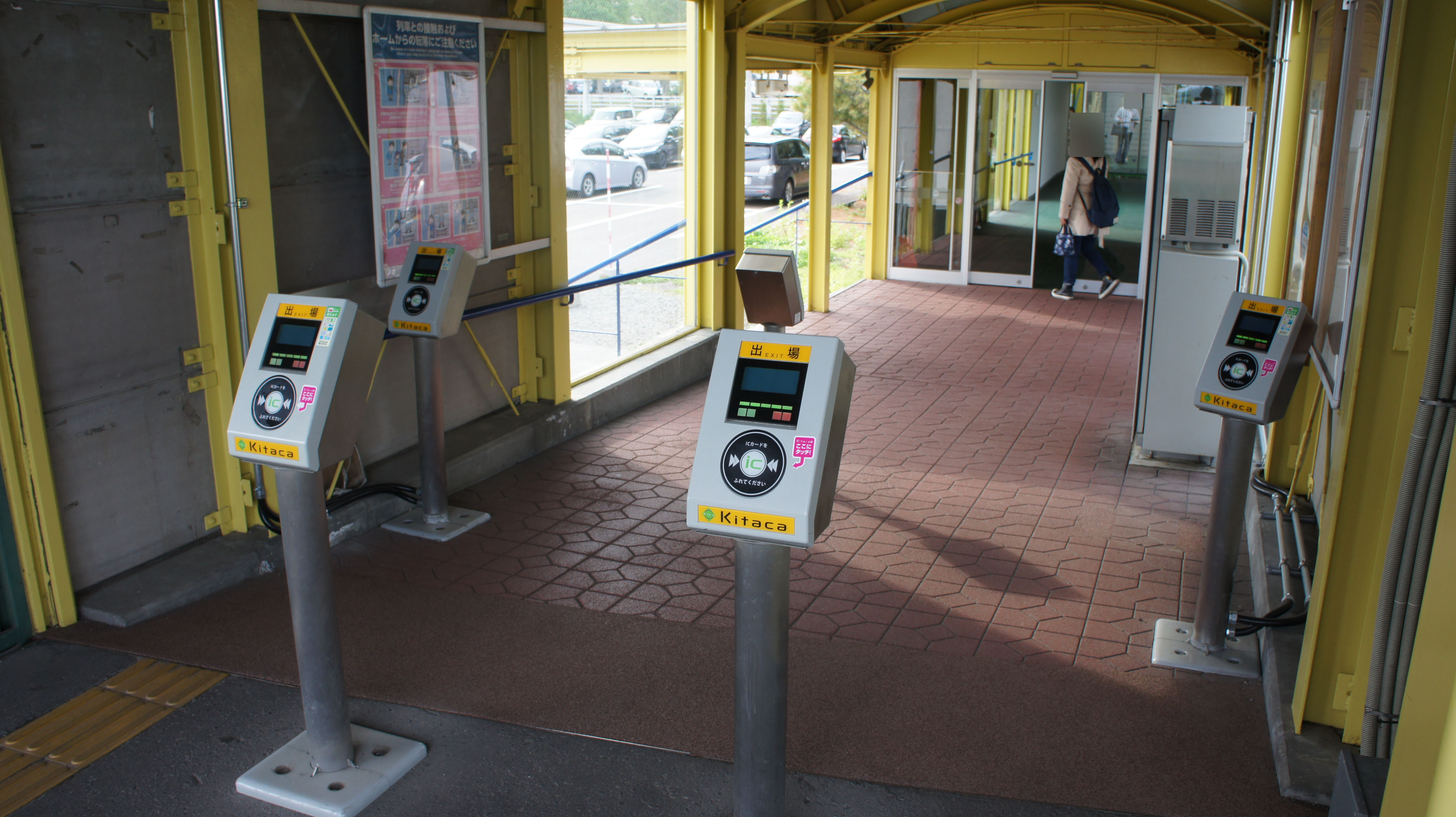
簡易Kitaca閘機（出閘用） （2017年5月）

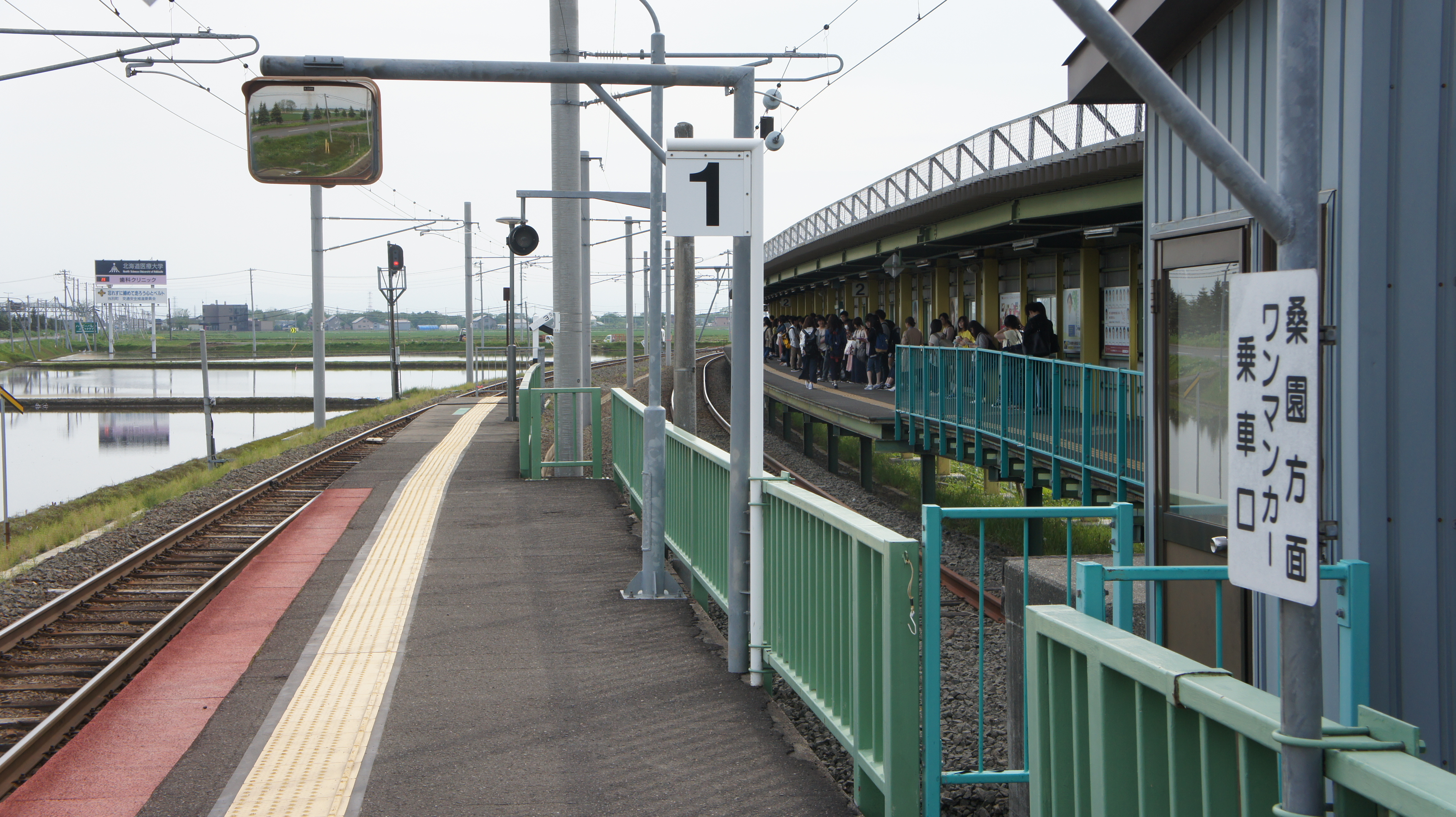
電氣化後的月台 （2017年5月）
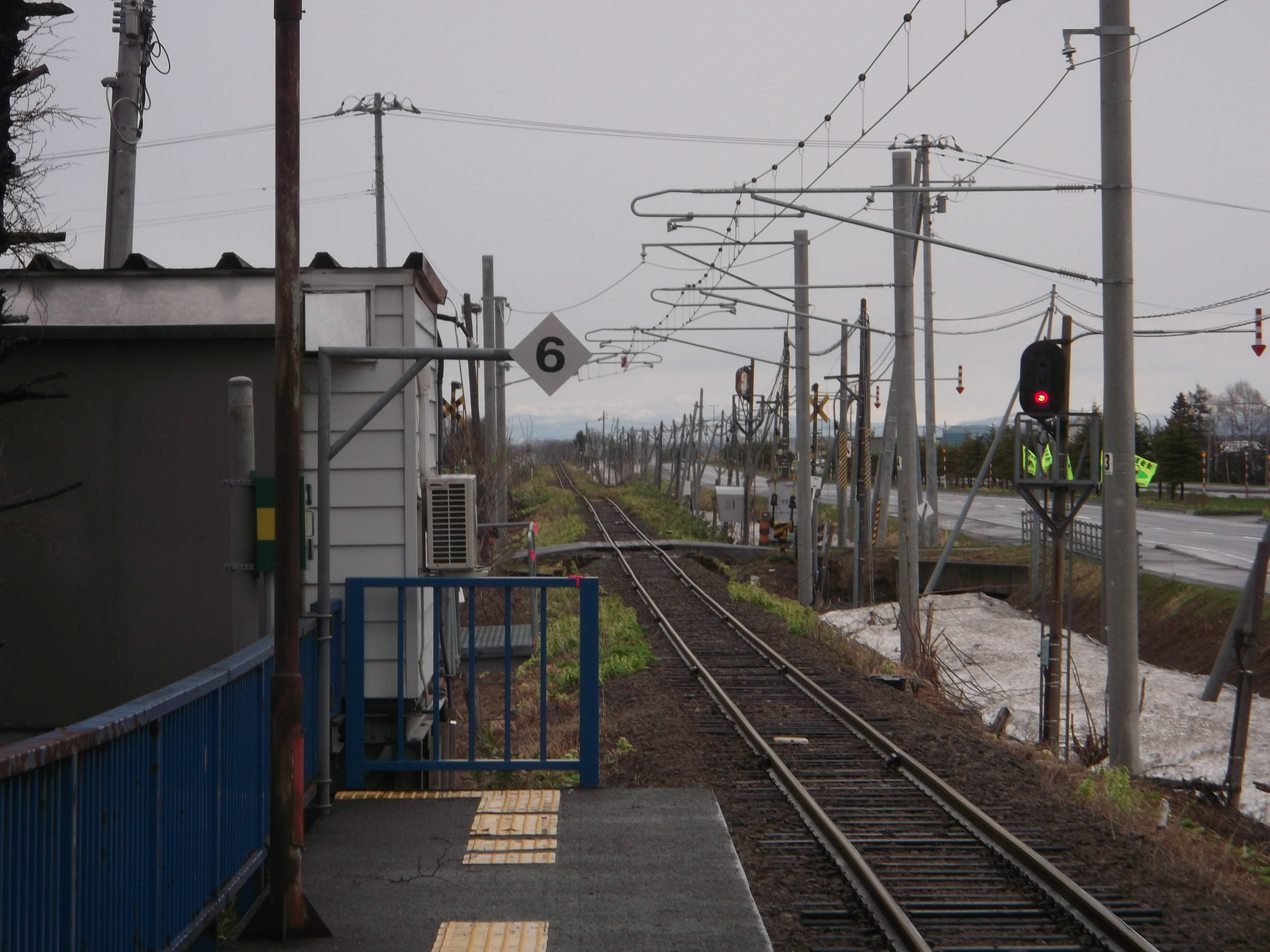
1號月台往石狩金澤方向 （2013年5月）
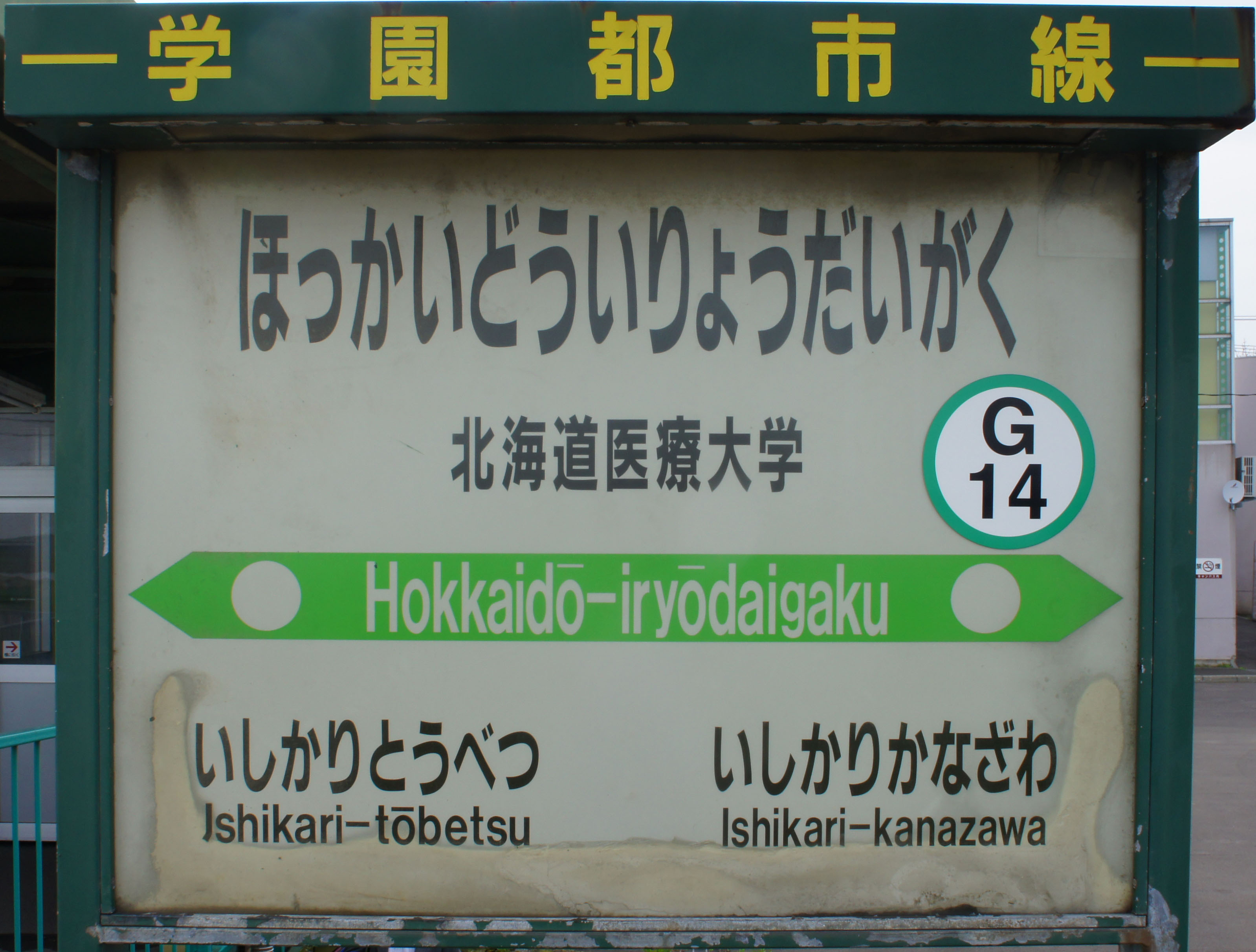
1號月台上的站名牌 （2017年5月）
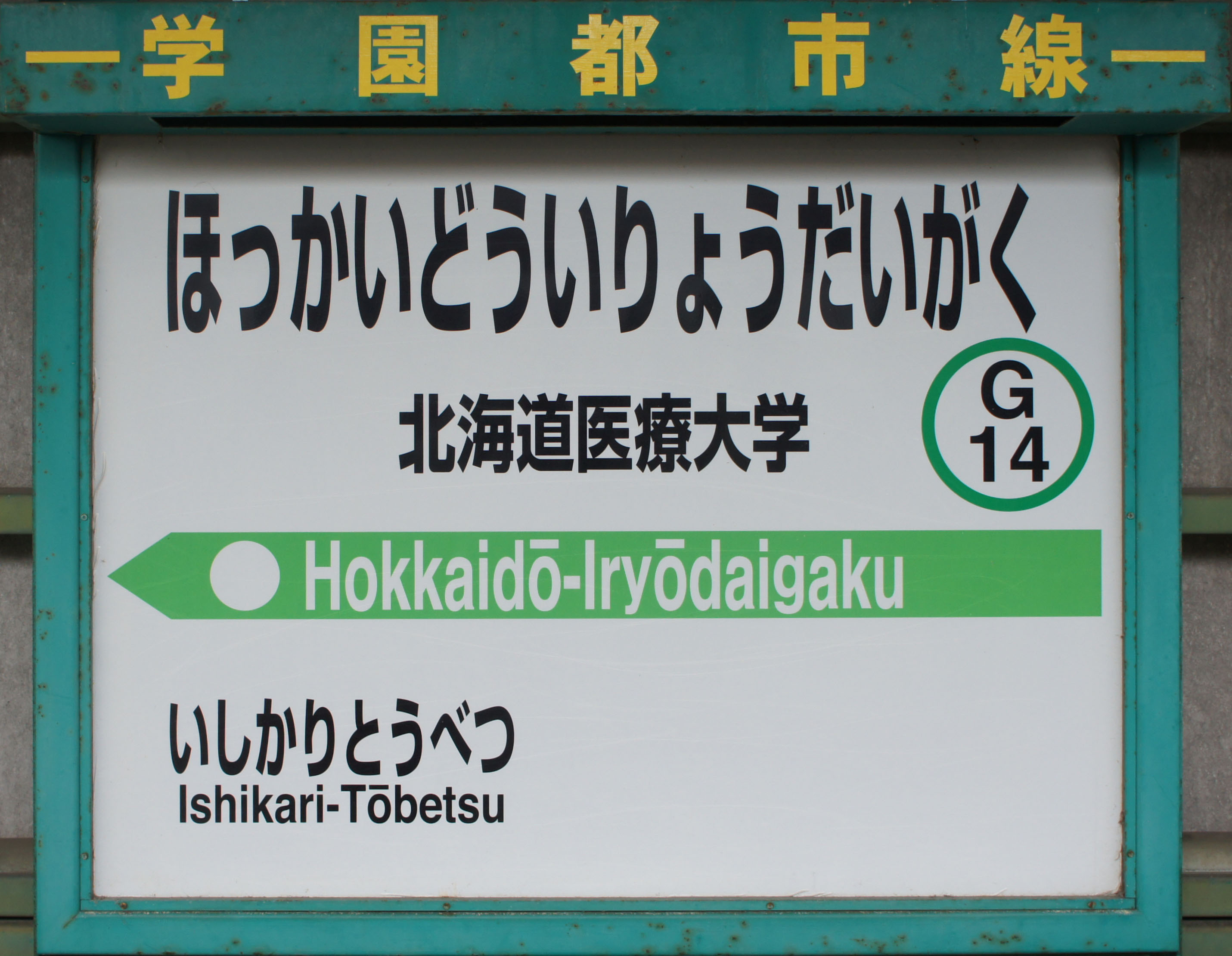
2號月台上的站名牌 （2017年5月）
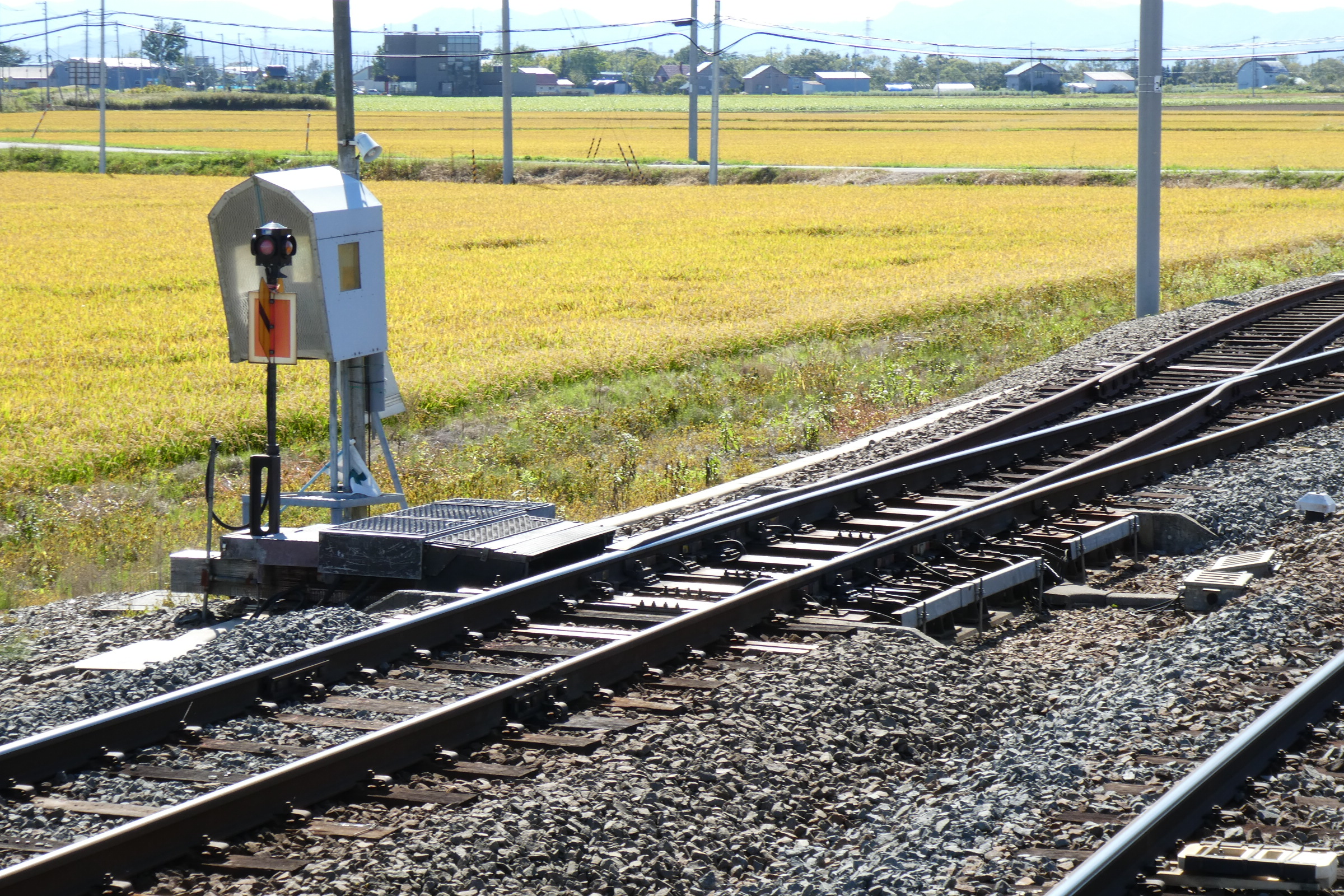
利用遠紅外線溶雪的轉轍器

## 利用狀況
- 根據JR北海道的資料，平均乘車人數(特定調查的平日的平均數)如下：

| 五年滾動調查期                     | 平均乘車人員（人） （不含下車乘客） | 來源   |
| ---------------------------------- | ----------------------------------- | ------ |
| 2012 - 2016年（平成24 - 28年）     | 2,033.0                             | [ 9 ]  |
| 2013 - 2017年（平成25 - 29年）     | 2,171.4                             | [ 10 ] |
| 2014 - 2018年（平成26 - 30年）     | 2,283.8                             | [ 11 ] |
| 2015 - 2019年（平成27 - 令和元年） | 2,369.4                             | [ 12 ] |

- 按国土交通省「當別町地域公共交通總合合作計劃」的數據：

| 平均乘車人員（人） （不含下車乘客） | 平均乘車人員（人） （不含下車乘客） |
| 年度                                | 一日平均人数                        |
| ----------------------------------- | ----------------------------------- |
| 1999年（平成11年）                  | 996                                 |
| 2000年（平成12年）                  | 1,026                               |
| 2001年（平成13年）                  | 951                                 |
| 2002年（平成14年）                  | 1,117                               |
| 2003年（平成15年）                  | 1,151                               |
| 2004年（平成16年）                  | 1,337                               |
| 2014年（平成26年）                  | 1,700                               |

## 車站周邊
車站周圍除大學外主要是民居及農田。
- 國道275號
- 北海道醫療大學當別校園
- 當別町團體巴士「北海道醫療大學」站牌

## 相鄰車站
北海道旅客鐵道（JR北海道）
■札沼線（學園都市線）
當別（G13）－北海道醫療大學（G14）

### 廢除路線
札沼線（學園都市線）
石狩當別（G13）－北海道醫療大學（G14）－石狩金澤